# Super Freak
Super Freak is een nummer van de Amerikaanse zanger Rick James. Het is de tweede single van zijn vijfde studioalbum Street Songs uit 1981. In augustus van dat jaar werd het nummer op single uitgebracht.

## Achtergrond
Met de term "Super Freak" wordt een seksueel avontuurlijk iemand aangeduid, zoals ook beschreven wordt in de tekst van het nummer. James kreeg de inspiratie voor het nummer toen hij grappen maakte over de dansjes van sommige mensen. The Temptations verzorgen de achtergrondvocalen. 
De plaat werd een hit in een aantal landen en bereikte in James' thuisland de Verenigde Staten de 16e positie in de Billboard Hot 100. 
In het Nederlandse taalgebied kende de plaat het meeste succes. In Nederland was de plaat op vrijdag 25 september 1981  Veronica Alarmschijf op Hilversum 3 en werd een gigantische hit in de destijds drie landelijke hitlijsten op de nationale publieke popzender. De plaat bereikte de 2e positie in de Nederlandse Top 40, de 3e positie in de Nationale Hitparade en piekte zelfs op de nummer 1-positie in de TROS Top 50. In de Europese hitlijst op Hilversum 3, de TROS Europarade, werd de 11e positie bereikt. 
In België bereikte de plaat de 2e positie in de voorloper van de Vlaamse Ultratop 50 en de 4e positie in de Vlaamse Radio 2 Top 30. In Wallonië werd géén notering behaald.
In de zomer van 1990 scoort rapper MC Hammer een wereldhit met U Can't Touch This, waarin de melodie uit "Super Freak" gesampled is.

## NPO Radio 2 Top 2000
Super Freak stond alleen in 1999 in de NPO Radio 2 Top 2000, op plek 1587.